# Esrum Kloster
Esrum Kloster er et gammelt cistercienserkloster, der ligger ved Esrum nord for Esrum Sø i et landskab med skove og enge. Klosteret blev indviet til Jomfru Maria i 1151. Under ordenens ekspansion i 1100-tallet var klosteret spydspids i Skandinavien for udbredelsen af troen og for ordenen, idet Esrum Kloster snart blev moderkloster for flere klostre i Danmark og Nordtyskland. Cisterciensermunkene i Esrum blev den største jordbesidder i Nordsjælland i middelalderen.
Efter en større restaurering åbnede det i 1997 for offentligheden. Ud over en udstilling om klosterliv og middelalder på klosteret og de mange medicinske urter i klosterhaven, afholdes der større markeder og festivaler bl.a. Esrum Middelalderdage, høstfestival, ølfestival og julemarked.
Desuden kan man leje lokaler til konferencer og selskaber. I den hvælvede klosterkælder findes klosterbutikken med varer fra lokale producenter og europæiske klostre. I klosterkælderen afholdes også madarrangementer med fokus på lokalproduktion og sæson med referencer til middelalderren.
Klostret er i dag en oplevelsesattraktion under navnet Esrum Kloster & Møllegård

## Historie
- 1098-1144: Cistercienserordenen stiftes, og Robert de Molesme (1029-1111) grundlægger et kloster i Cîteaux. 
Den Hellige Bernhard (1090-1153) grundlægger et datterkloster i Clairvaux. 
Eskil overtager embedet som ærkebiskop i Lund. Det første danske cistercienserkloster grundlægges i Herrevad i Skåne som datterkloster af Cîteaux.
- 1151-1158: Esrum Kloster grundlægges på opfordring af Eskil som datterkloster af Clairvaux, dengang benediktinerkloster. Det første af flere datterklostre af Esrum oprettes i Vitskøl og senere i Sorø (1161), i Dargun i Mecklenburg (1172), i Colbazi i Pommern (1174) og i Ryd (1192).
- 1177: Eskil overdrager embedet til Absalon og trækker sig tilbage i Clairvaux, hvor han dør.
- 1194 og 1204: Brande i Esrum Kloster.
- 1374-1497: Begravelse af den danske dronning Helvig (Valdemar Atterdags dronning) i klosterkirken. Udarbejdelse af en samlet afskrift af klosterets arkivalier (270 dokumenter), Esrum Klosters Brevbog eller Codex Esromensis, som findes på Det Kongelige Bibliotek.
- 1536: Reformationen i Danmark. Der optages ikke flere nye novicer, men munkene bliver på Esrum Kloster og driver jorden.
- 1555-1559: Historien om Broder Rus[1] trykkes i København. 11 munke og en abbed, de sidste brødre i Esrum Kloster, flyttes til Sorø Kloster, godset overføres til kronen under ledelse af lensmanden på Kronborg, og nedrivning af bygningerne begynder.
- 1560-1716: Begyndelse af stutterivirksomhed og trækulsudvinding i 1600-1700-tallet samt brug af Esrum Kloster som jagtslot. Esrum kommer under ryttegodsordningen.
- 1717-1746: Stutteriets hovedsæde er flyttet til Fredensborg, og Esrum Kloster bliver brugt som dragongarnison. Dragonerne forflyttes, og Esrum Kloster bliver sæde for det Kronborgske Distrikts regimentsskriver, og dragonernes barakker rives ned.
- 1796-1797: Esrum bliver amtstue og sæde for amtsforvaltning. Schæferi (fåreavl) oprettes på klosterets ladejord, og spanske merinovæddere indføres.
- 1878: Området lægges under Frederiksborg Amt, men en filial af amtsforvaltningen bevares indtil 1925.
- 1931: Esrum Kloster kommer under Indenrigsministeriet og bliver lejet ud som magasin for Nationalmuseet og brugt som posthus, børnehjem og privatbolig.
- 1940-1945: Bygningen bliver brugt som bombe- og brandsikkert skjul for Rigsarkivet, Det Kongelige Bibliotek og Nationalmuseet.
- 1946: Esrum Kloster bruges som asyl for ca. 300 lettiske flygtninge.
- 1992-1996: Frederiksborg Amt åbner ”Miljø- og Naturskole” i samarbejde med Skov- og Naturstyrelsen. Frederiksborg Amt lejer Esrum Kloster og begynder restaureringen.
- 1997: Esrum Kloster åbner for publikum.
- 2000: Esrum Kloster bliver lagt administrativt sammen med Esrum Møllegård, og den selvejende institution ”Fonden Esrum Kloster & Møllegård” bliver dannet.